# Udi Adam

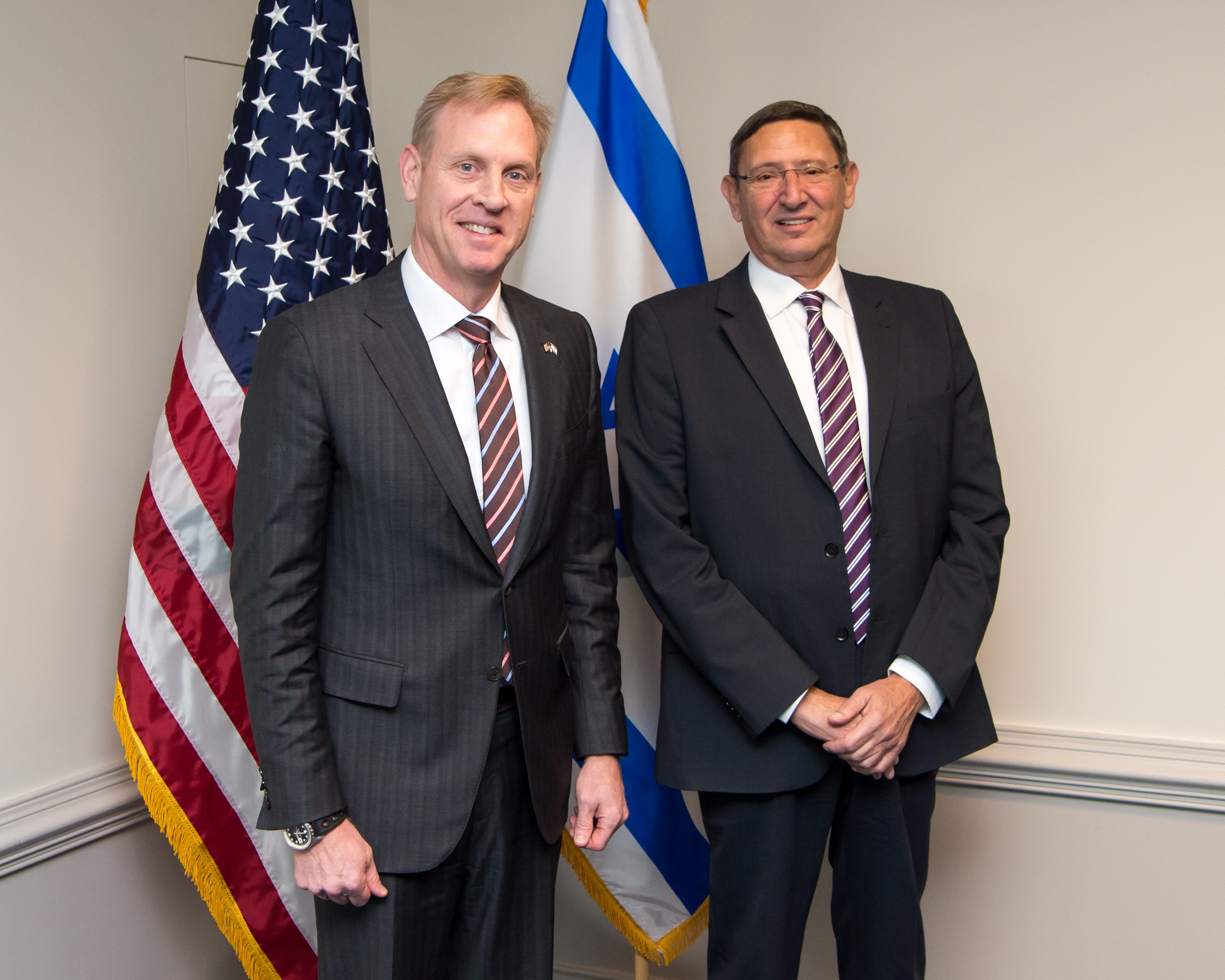
Sekretarz obrony USA Patrick Shanahan i Udi Adam

Udi Adam. właśc. Ehud  Adam (hebr. אהוד "אודי" אדם; ur. 22 stycznia 1958 w Tel Awiwie) – izraelski żołnierz, generał dywizji (alluf) Sił Obronnych Izraela, weteran dwóch wojen libańskich, najwyższy dowódca sztabu północnego (Dowództwo Północne).

## Życiorys
Urodził się 22 stycznia 1958 roku w Tel Awiwie jako syn Kutiego Adama, również generała, zastępcy Szefa Sztabu Generalnego (1978–1982). Udi Adam ukończył Gimnazjum Herclija i wstąpił do wojska w 1976 roku.
Rozpoczął służbę wojskową w Korpusie Pancernym. Pełnił funkcję szefa wydziału technologii i logistyki. Uzyskał licencjat z psychologii i socjologii na Uniwersytecie Bar-Ilana oraz tytuł magistra studiów strategicznych w Szkole Studiów Wojennych w Paryżu. W latach 2005–2006 był odpowiedzialny za Dowództwo Północne. Kierował i koordynował siły izraelskie przeciwko terrorystom z Hezbollahu podczas konfliktu izraelsko-libańskiego w 2006 roku. 13 września 2006 roku z powodu niepowodzeń na froncie został usunięty ze stanowiska. W następnych latach służył na wielu stanowiskach publicznych, m.in. pełnił funkcję dyrektora generalnego Izraelskiego Centrum Badań Jądrowych.
Od 2016 do 2020 roku pracował w Ministerstwie Obrony. Podczas swojej kadencji nadzorował znaczną ekspansję izraelskiego eksportu obronnego, który osiągną szczyt o wartości 9 miliardów dolarów amerykańskich w 2019 roku. Za jego kadencji zawarto porozumienie z Indiami o wartości 500 milionów $ na zakup przez Delhi 3000 pocisków przeciwpancernych Spike. Zamówienie zostało później anulowane.
W 2018 roku skrytykował aneksję Zachodniego Brzegu i stwierdził, że „aneksji należy dokonać we współpracy z innymi krajami regionu, USA, Europejczykami i oczywiście Palestyńczykami”.